# أمرا ساديكوفيتش
أمرا ساديكوفيتش مواليد 6 مايو 1989 في جمهورية يوغوسلافيا الاشتراكية الاتحادية، هي لاعبة كرة مضرب سويسرية وتحتل حالياً المرتبة 176 (7 مارس 2016) في تصنيف رابطة محترفات كرة المضرب. أعلى تصنيف لها كان 175.

## وصلات خارجية
- أمرا ساديكوفيتش على موقع رابطة محترفات التنس (الإنجليزية)
- أمرا ساديكوفيتش على موقع الاتحاد الدولي لكرة المضرب (الإنجليزية)
- أمرا ساديكوفيتش على موقع كأس بيلي جين كينغ (الإنجليزية)
- أمرا ساديكوفيتش على موقع خلاصة التنس.كوم (الإنجليزية)

- الموقع الرسمي